# Socjaldemokratyczna Partia Pracy (Irlandia Północna)
Socjaldemokratyczna Partia Pracy (ang. Social Democratic and Labour Party, SDLP; irl. Páirtí Sóisialta Daonlathach an Lucht Oibre, PSDLO) – partia polityczna działająca w Irlandii Północnej, założona w 1970. Jest ugrupowaniem o profilu socjaldemokratycznym, reprezentującym tzw. irlandzki nacjonalizm, popierana głównie przez katolików.

## Historia

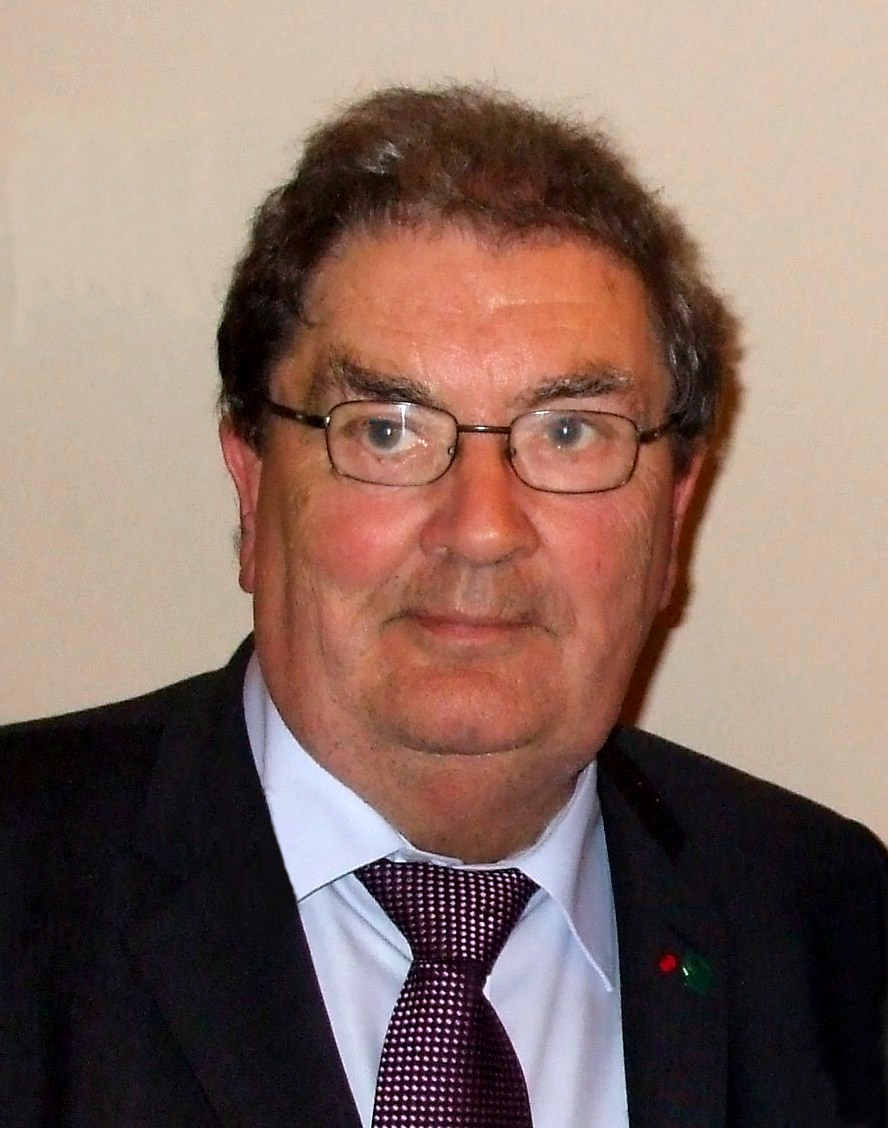
John Hume – wieloletni lider SDLP

Partia powstała w 1970 w okresie konfliktu w Irlandii Północnej zwanego The Troubles. Ugrupowanie w swoim dokumencie programowym Towards a New Ireland odrzucało jakąkolwiek formę przemocy. Deklarowało działania zmierzające do uzyskania kompromisu na trzech płaszczyznach: między nacjonalistami i unionistami, między północą i południem Irlandii a także między Wielką Brytanią i Irlandią. Ugrupowanie brało udział w negocjacjach pokojowych. Jego lider John Hume był jednym z współtwórców tzw. porozumienia wielkopiątkowego podpisanego w 1998, za co został uhonorowany Pokojową Nagrodą Nobla.

## Wyniki wyborcze
W 1974 SDLP po raz pierwszy uzyskała mandat w brytyjskiej Izbie Gmin, utrzymywała 1 posła w kolejnych wyborach. W 1987 wprowadziła 3 swoich przedstawicieli do niższej izby parlamentu, zaś w 1992 zwiększyła liczbę posiadanych mandatów do 4. W wyborach powszechnych w 1997, 2001, 2005, 2010 i 2015 do Izby Gmin wchodziło po trzech reprezentantów północnoirlandzkich socjaldemokratów. Reprezentację w tej izbie partia utraciła w 2017, w kolejnych wyborach w 2019 i 2024 uzyskiwała natomiast po 2 mandaty.
W Parlamencie Europejskim od 1979 do 2004 przez pięć kadencji jej przedstawicielem był John Hume. Później SDLP nie uzyskiwała mandatów eurodeputowanych.
Do powołanego w 1998 Zgromadzenia Irlandii Północnej i poprzednio istniejących ciał ustawodawczych partia wprowadzała od 8 do 24 swoich przedstawicieli, notując poparcie na poziomie od 9,1% do 23,7%. Najniższy procentowo wynik wyborczy uzyskała w 2022.

## Liderzy
- 1970–1979: Gerry Fitt[6]
- 1979–2001: John Hume[6]
- 2001–2010: Mark Durkan[6]
- 2010–2011: Margaret Ritchie[7]
- 2011–2015: Alasdair McDonnell
- 2015–2024: Colum Eastwood[8]
- od 2024: Claire Hanna[8]